# Beillé
Beillé – miejscowość i gmina we Francji, w regionie Kraj Loary, w departamencie Sarthe.
Według danych na rok 2010 gminę zamieszkiwało 520 osób, a gęstość zaludnienia wynosiła 61 osób/km².